# Einar Hanson
Einar Hanson (15 de junio de 1899 – 3 de junio de 1927), también conocido como Einar Hansen, fue un actor cinematográfico sueco, activo en la época del cine mudo.

## Biografía
Nacido en Estocolmo, Suecia, fue descubierto por el director Mauritz Stiller mientras trabajaba para el Teatro 
Dramaten de su ciudad natal. Atractivo y sofisticado, en 1927 fue considerado un ideal sucesor en Hollywood del desaparecido Rodolfo Valentino.
Tras su llegada a Estados Unidos en 1925, junto con Stiller y la actriz protegida del director, Greta Garbo, Hanson trabajó como protagonista junto a primeras intérpretes de la época, tales como Pola Negri y Corinne Griffith.
Hanson fue destinado para grandes proyectos en Paramount Pictures, que había comprado a Universal Studios su contrato original de cinco años. Mostró un gran progreso actuando en 1927 junto a Clara Bow y Esther Ralston en Children of Divorce, así como en The Woman on Trial y Barbed Wire (ambas junto a Pola Negri) y Fashions for Women, esta dirigida por Dorothy Arzner.
El 3 de junio de 1927, Hanson iba a cenar con Stiller y Garbo cuando su coche se salió de la vía en la Pacific Coast Highway cerca de Topanga.  Falleció poco después en un hospital de Santa Mónica, California. Barry Paris, en su biografía de 1994 Garbo, afirmaba que Hanson se había encontrado con Garbo y Stiller en una fiesta, y que había conducido intoxicado, causando así el fatal accidente. Fue enterrado en el Cementerio de Klockrike el 12 de julio de 1927.

## Filmografía
- Hemsöborna (1919)
- Mälarpirater (1923)
- Gunnar Hedes saga (1923)
- Johan Ulfstjerna (1923)
- 33.333 (1924)
- Livet på landet (1924)
- Fra Piazza del Popolo (1925)
- Lumpen und Seide (1925)
- Skeppargatan 40 (1925)
- Takt, tone og tosser (1925)
- Bajo la máscara del placer (1925)
- Into Her Kingdom (1926)
- Her Big Night (1926)
- The Lady in Ermine (1927)
- The Masked Woman (1927)
- Fashions for Women (1927)
- Children of Divorce (1927)
- Barbed Wire (1927)
- The Woman on Trial (1927)